# Ben M. Sawyer Memorial Bridge
Le Ben M. Sawyer Memorial Bridge – en forme courte le Ben Sawyer Bridge – est un pont américain dans le comté de Charleston, en Caroline du Sud. Construit en 1945, ce pont en treillis qui contient une partie tournante permet à la South Carolina Highway 703 de franchir l'Intracoastal Waterway pour joindre Sullivan's Island à Mount Pleasant, sur le continent.